# Dobrowolec (pismo)
„Dobrowolec” (ros. „Доброволец”) – kolaboracyjne pismo rosyjskie podczas II wojny światowej.
Pierwszy numer pisma wyszedł 1 stycznia 1943 r. w nakładzie 600 tys. egzemplarzy. W numerze tym opublikowano „Manifest smoleński” gen. Andrieja A. Własowa. Pismo ukazywało raz w tygodniu, w późniejszym okresie 2 razy w tygodniu. Było przeznaczone dla żołnierzy kolaboracyjnych „wschodnich” oddziałów wojskowych w służbie niemieckiej. Redakcja, obsługująca ponadto pisma „Zaria” i „Bojewoj put´”, mieściła się początkowo w Berlinie, po czym przeniesiono ją na teren nowo utworzonej szkoły propagandystów ROA w Dabendorfie pod Berlinem. Redaktorem naczelnym pisma był gen. Gieorgij N. Żylenkow, a jego zastępcą mjr Fiodorow. Od 16. numeru funkcję tę objął Muchin. Latem 1944 r. redaktorem naczelnym został książę kpt. Gieorgij A. Sidamon-Eristow. W redakcji pracowali m.in. Darow, kpt. Mieletij A. Zykow, Nikołaj A. Troicki, N. W. Kowalczuk. W początkowym okresie pismo wychodziło praktycznie bez nadzoru ze strony Niemców. Dlatego od 33. numeru kontrola nad redakcją została przekazana Sonderführerowi Wernerowi Bormannowi.